# 루카스 노타라스

루카스 노타라스(그리스어: Λουκᾶς Νοταρᾶς; 1402년 4월 5일 – 1453년 6월 3일)는 동로마 제국의 정치가로, 그는 마지막 메가스 둑스 또는 대공 (동로마 해군의 총사령관) 과 동로마 제국의 황제 요안니스 8세 팔레올로고스와 콘스탄티노스 11세 팔레올로고스 치하의 마지막 메사존 (수석장관) 을 지내었다.

## 전기
루카스 노타라스는 모넴바시아에서 기원한 그리스인 가문의 후손으로; 현존하는 사료에서 그의 가장 오래된 조상은 1270년 미하일 8세 팔레올로고스 황제를 위해 베네치아인들로부터 키티라섬을 점령한 세바스토스 파울로스이다. 노타라데스의 다른 구성원들은 다음 수십 년 동안 확인할 수 있다. 14세기 중반 한 분파는 곤스탄티노폴리스로 이동하여, 그의 아버지 요안니스 5세 팔레올로고스에게 대항아여 반란을 일으켰던 안드로니코스 4세 팔레올로고스를 지지하고, 그후 안드로니코스가 죽은 후에, 그의 아들 요안니스 7세 팔레올로고스를 지지하여, 정치적과 사회적으로 현저함을 드러냈다.
루카스 노타라스의 아버지는 갈라타의 부유한 상인 니콜라스 노타라스였으며, 이탈리아, 프랑스, 잉글랜드에서 황제 마누일 2세 팔레올로고스의 사절을 지냈고, 그는 제노바와 베네치아의 시민권을 가지고 있었다. 그의 어머니의 이름은 에우프레피아였다. 그녀가 1412년 전에 죽었고 콘스탄티노폴리스에 있는 크산토풀론 수도원에 묻혔다는 바 외에는 그녀에 대해 알려진 바가 거의 없다. 루카스에게는 적어도 한 명의 형제, 1411년 콘스탄티노폴리스 공성전의 접전 중에 붙잡혀 참수된 에피 티스 트라페지스로 근무한 요안니스가 있었다. 니콜라스는 몸값을 지불하고 그의 머리를 그의 유해와 함께 장례식에서 묻었다.
1424년, 노타라스는 세 특사 중 하나였고—마누일 멜라흐레노스와 예요르요스 스프란체스와 함께 따라서—오스만의 대공위시대 끝에 황제 요안니스 8세 팔레올로고스와 오스만 튀르크의 무라드 2세 사이에 우호 조약을 협의하였다. 황실 관리로서 그의 지속적인 중요성은 1441년 7월 27일 미래의 황제 콘스탄티노스 11세가 카테리나 가틸루시오와 결혼할 때 그의 참석으로서 증명되었다.
유명한 문구 "나는 도시(i.g. 콘스탄티노폴리스) 중앙에서 라틴 주교관을 보느니 투르크 터번을 보겠다." (그리스어: κρειττότερον ἐστὶν εἰδέναι ἐν μέσῃ τῇ Πόλει φακιόλιον βασιλεῦον Τούρκου, ἢ καλύπτραν λατινικήν)는 두카스에 의해 그의 말이라고 본다, 그러나 그 말은 피렌체 공의회에 의해 설립된 교회연합에 적대적인 당의 견해를 나타내지만, 노타라스에 대한 기인은 아마도 잘못되었을 것이다. 실제로, 노타라스는 그의 황제 콘스탄티노스 11세와 함께 그들이 찾을 수 있는 모든 방안으로 가톨릭의 지원을 확보하고, 동시에 정교회 신자들의 폭동을 피하기 위해 노력했다. 불행하게도, 이 실용적인 중도는 논쟁의 양측에 의한 그의 비방을 초래했다. 공격은 후기 제국의 지배층 사이에서 극심한 정치공작이 계속됨으로써 줄어들지 않았다. 예를 들어, 콘스탄티노스의 친한 친구이자 개인 비서인 게오르기오스 스프란체스는 노타라스에 대한 너그러운 말을 거의 하지 않았고, 스프란체스의 반감은 에드워즈 기번에 의하여 차례차례 반복되었다.

### 콘스탄티노폴리스의 함락
1453년 콘스탄티노폴리스 공성전 동안, 노타라스는 군대를 이끌고 북서쪽 해변 성벽을 따라 갔다. 이 공성전에 대한 일부 기록들은 그가 케르코포르타 탑 위에 오스만의 기치가 게양된 후 그의 직위를 버리고 떠났다고 하지만, 이것은 정치적인 동기가 있는 모략일 수도 있다. 어쨌든, 그는 육지 성벽들의 파괴로 그의 노력이 무색하게 될 때까지 터키에 대항하여 해변 성벽을 방어할 수 있었다.